# 茶すり山古墳
茶すり山古墳（ちゃすりやまこふん）は、兵庫県朝来市和田山町筒江にある古墳（円墳）。円墳としては奈良県の富雄丸山古墳に次ぐ近畿地方最大級の規模を持ち、副葬品も豊富かつ重要な内容であったことから2004年（平成16年）2月27日に国の史跡に指定された。また出土品は2013年（平成25年）6月19日に国の重要文化財に指定された。

## 位置・概要
西の和田山盆地と東の山東盆地の、2つの小盆地のほぼ中間、宝珠峠西側の丘陵先端部を削って造成された大型円墳で、古墳時代中期（5世紀前半）の築造である。墳丘からは西の和田山盆地を見下ろせる。2001年、北近畿豊岡自動車道の建設工事にともない兵庫県教育委員会が発掘調査を実施した。墳丘の径は90メートル（86メートルとする資料もある）、高さは18メートル。二段築成で、墳頂の平坦部は東西35メートル、南北30メートルである。主体部（埋葬施設）は2つあり、ともに木棺で、豊富な副葬品が収められていた（副葬品については後述）。
16世紀に古墳上に城砦が築かれたため、もとあった葺石や埴輪は多くが失われた。葺石は墳丘北東部に一部残存するが、地山の角礫を並べたもので、一般的な古墳の葺石とは異なっている。埴輪は、墳頂平坦部の周縁と、段築平坦面（テラス）に円筒埴輪と朝顔形埴輪が並べられていたが、大半は倒壊・落下している。墳長では約10か所、段築平坦面では北側の1か所に埴輪の基礎部分が残るのみであった。ただし、落下した円筒・朝顔形埴輪のなかには完形に復元可能なものもある。

## 埋葬施設と副葬品

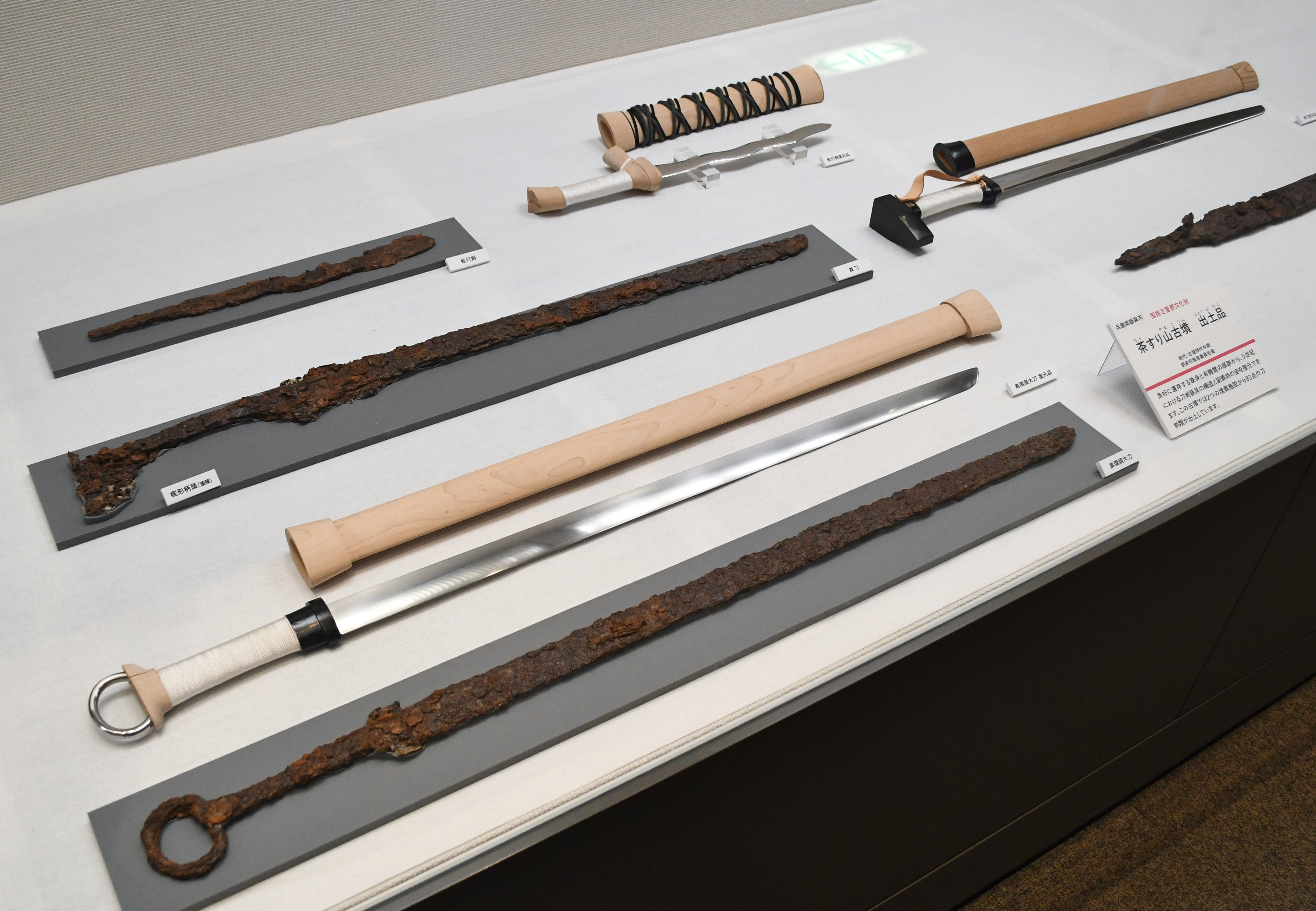
素環頭大刀・鉄刀・蛇行剣朝来市埋蔵文化財センター古代あさご館蔵、大阪歴史博物館企画展示時に撮影。

墳頂には大小2つの埋葬施設があり、大きいほうを第一主体部、その北にあるものを第二主体部と称する。第一主体部は、銅鏡3面、甲冑2具、玉類、刀剣類などの多種多量の副葬品があり、当地の首長墓であることが明らかである。刀剣甲冑類の多さから、被葬者は武人であったとみられる。

### 第一主体部

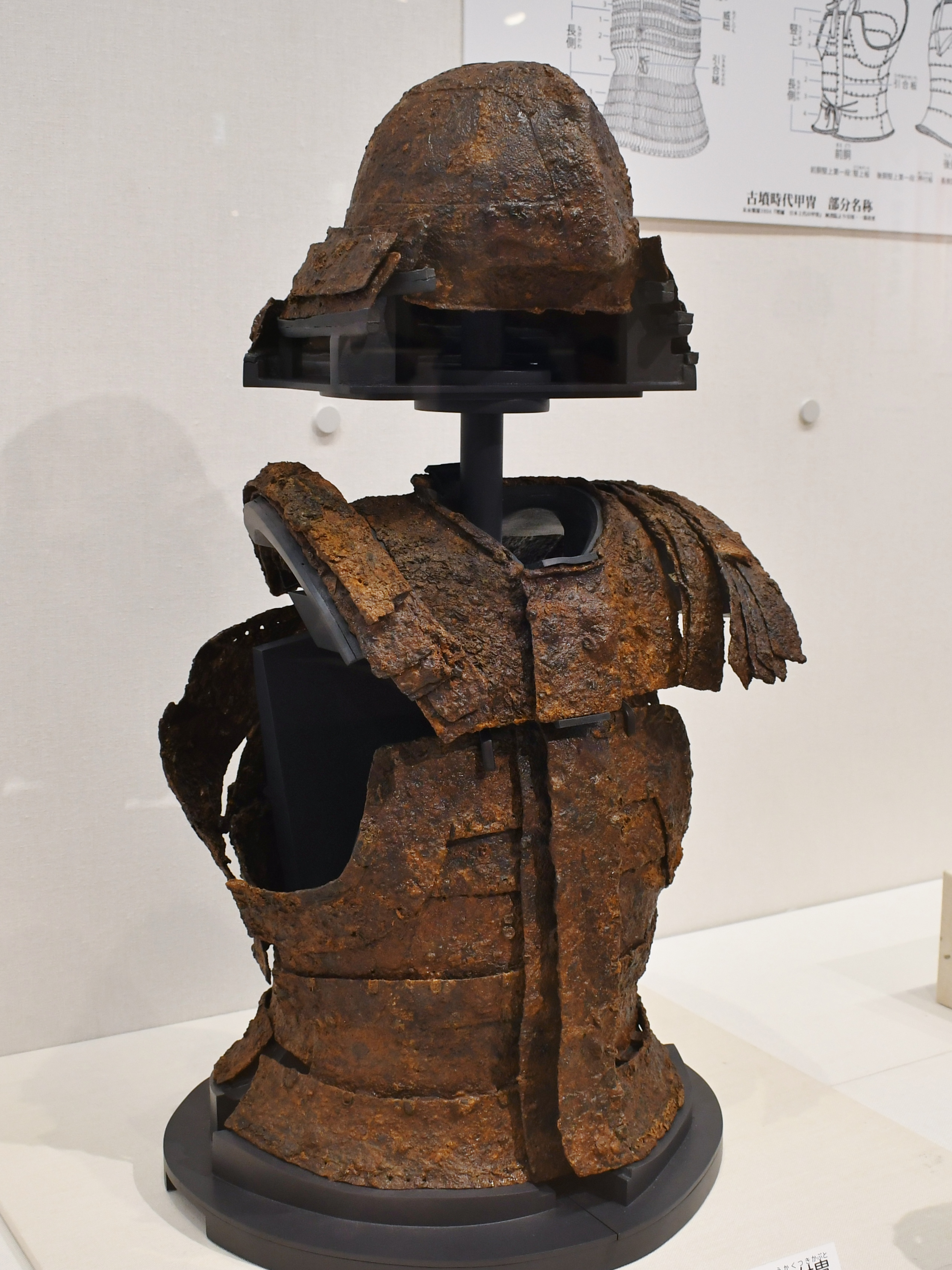
甲冑兵庫県立考古博物館企画展示時に撮影。

墓壙は長さ13.6メートル、幅10.1メートル。墓壙内に長さ8.5メートル、幅1メートルの長大な組合式木棺を置いていた。遺体の頭位は東である。木棺の側板の高さは80センチほどある。棺の木部は腐朽しているが、蓋板や側板を被覆していた粘土が残存しており、粘土槨に木棺を納めたものとみられる。棺の内部は仕切りによって3つないし4つの区画に分かれる。すなわち、遺体を安置する主室（中央区画）と、その東西の副室に分け、西の副室はさらに2つに分かれている可能性がある。棺の内面には赤色塗料を塗っていた。棺の底板はなく、主室は床面に礫を敷き、その上に遺体を安置していた。遺体の頭部付近からは水銀朱が検出されている。副葬品とは別に、墓壙に落ち込んでいた家形と蓋（きぬがさ）形の埴輪があった。これらの形象埴輪は、墓壙の直上に置かれ、埋葬の儀式に用いられたものとみられる。
第一主体部には銅鏡3面、甲冑2具、呪物の竪櫛10点のほか、刀剣類、武具類、玉類など多数の副葬品が収められていた（副葬品の一覧は後出）。銅鏡は盤龍鏡（径16.2センチ）、対置式神獣鏡（径15.7センチ）、連弧文鏡（名称は「内行花文鏡」とも、径16.5センチ）の3面で、いずれも主室の遺体頭部東側に置かれていた。3面のうち連弧文鏡は魏晋の中国鏡、他の2面は仿製鏡（中国鏡を模した日本製）である。頭部東側には他に竪櫛4点と玉類多数が置かれていた。主室には刀剣類19本があり、これらは遺体の左右と頭部の東側に「コ」の字状に置かれていた。
東、すなわち遺体の頭部側の副室には甲冑類と刀剣類、鉄斧、鉄柄付手斧などが収められていた。甲冑は短甲2領（三角板革綴襟付短甲、長方板革綴短甲）と冑2頭（三角板革綴衝角付冑、竪矧板鋲留衝角付冑、いずれも錣付）のほか、三尾鉄（冑の頂部に付けた金具で、飾りの山鳥の羽を付けた）、肩甲、頸甲（あかべよろい）、草摺片（下半身を護る防具の断片）がある。西、すなわち遺体の足元側の副室には刀剣類、鉄鏃などが収められていた。刀剣類のなかには素環頭大刀（柄に環状の飾りのある直刀）1口が含まれる。鉄柄付手斧と素環頭大刀はいずれも朝鮮系の遺物で稀少なものである。370点を数える鉄鏃は、もとは矢束として副葬されたものの有機質部分が失われ、鏃（やじり）部分のみが残ったものとみられる。呪物の竪櫛は、主室に置かれた4点のほか、東副室の草摺の上にも6点置かれていた。私市丸山古墳でも甲冑と竪櫛が同じ場所から検出されており、竪櫛は甲冑にも装着する場合のあったことがわかる。
前述のように、西副室はさらに東西2つの小室に分かれていたとみられる。前述の刀剣類、鉄鏃などはすべて東の小室にあり、西の小室には盾2枚のみが置かれていた。盾は革製朱漆塗だったとみられるが、有機質部分は失われ、羽状文、菱形文、鋸歯文を表した漆膜のみが残存している。盾と思われる残欠はこのほか主室に1枚、東副室に1枚、西副室の東小室に3枚あり、他の副葬品の上を覆うように置かれていたものとみられる。

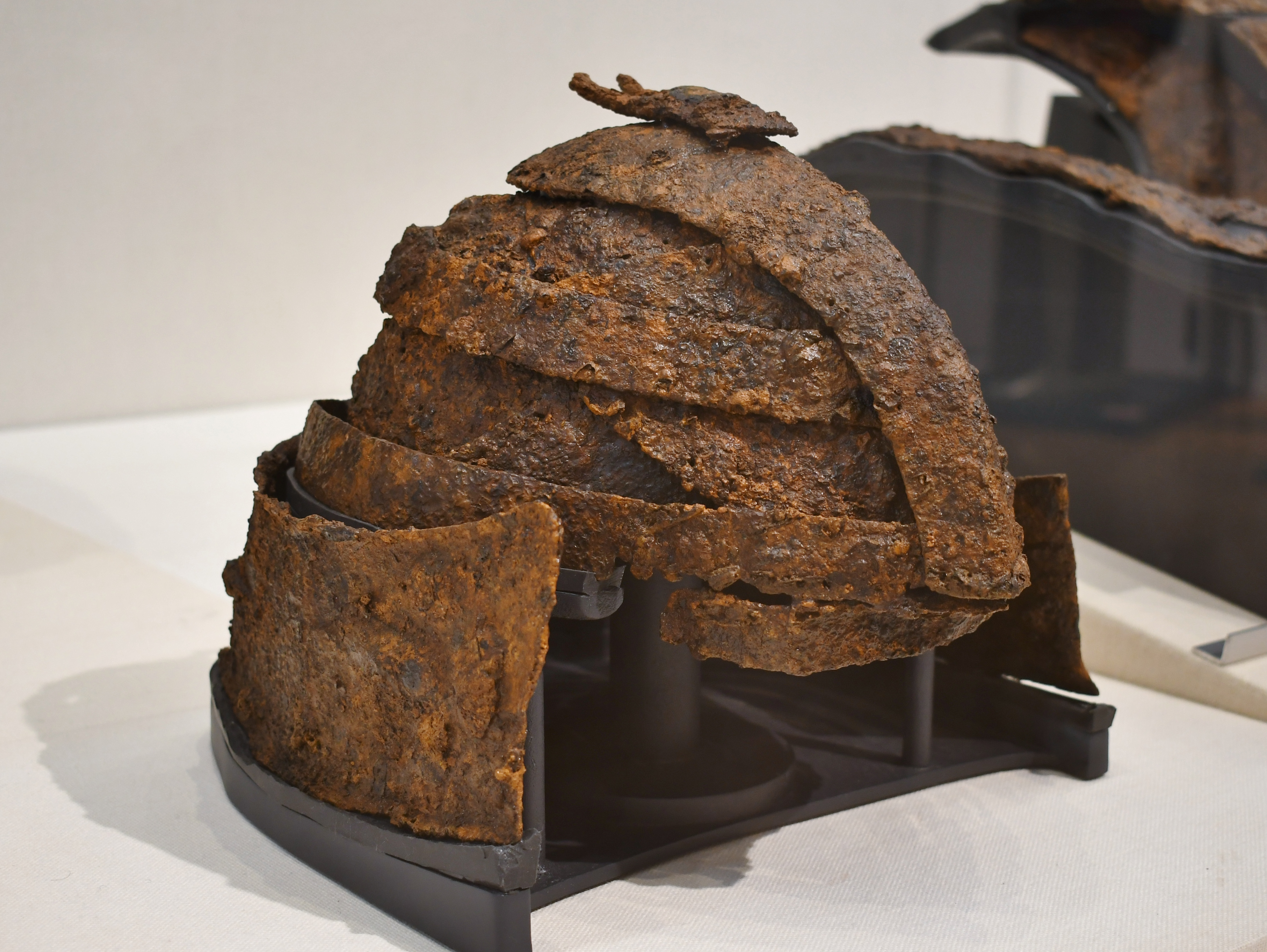
三角板革綴衝角付冑 兵庫県立考古博物館企画展示時に撮影。
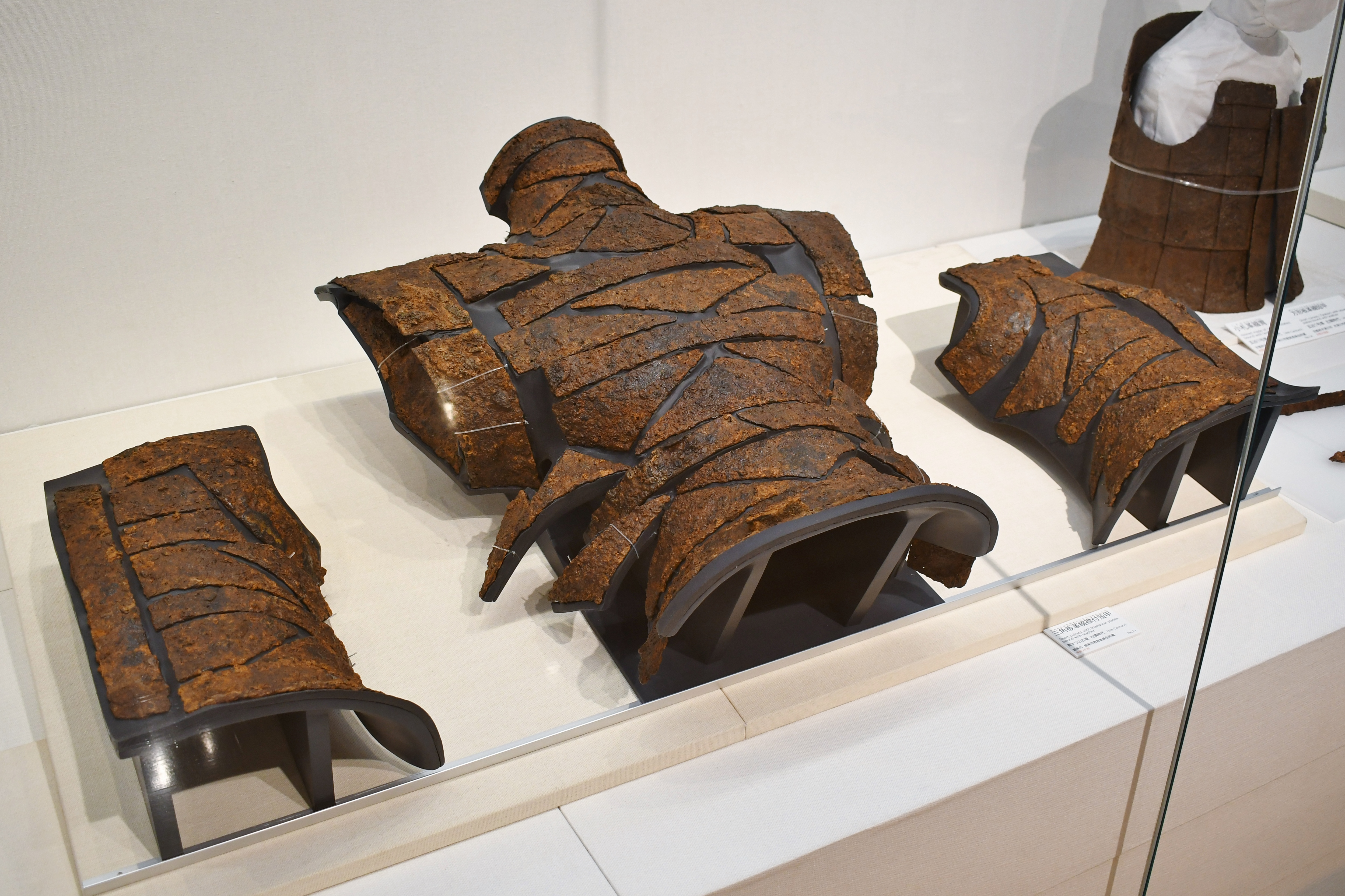
三角板革綴襟付短甲 兵庫県立考古博物館企画展示時に撮影。
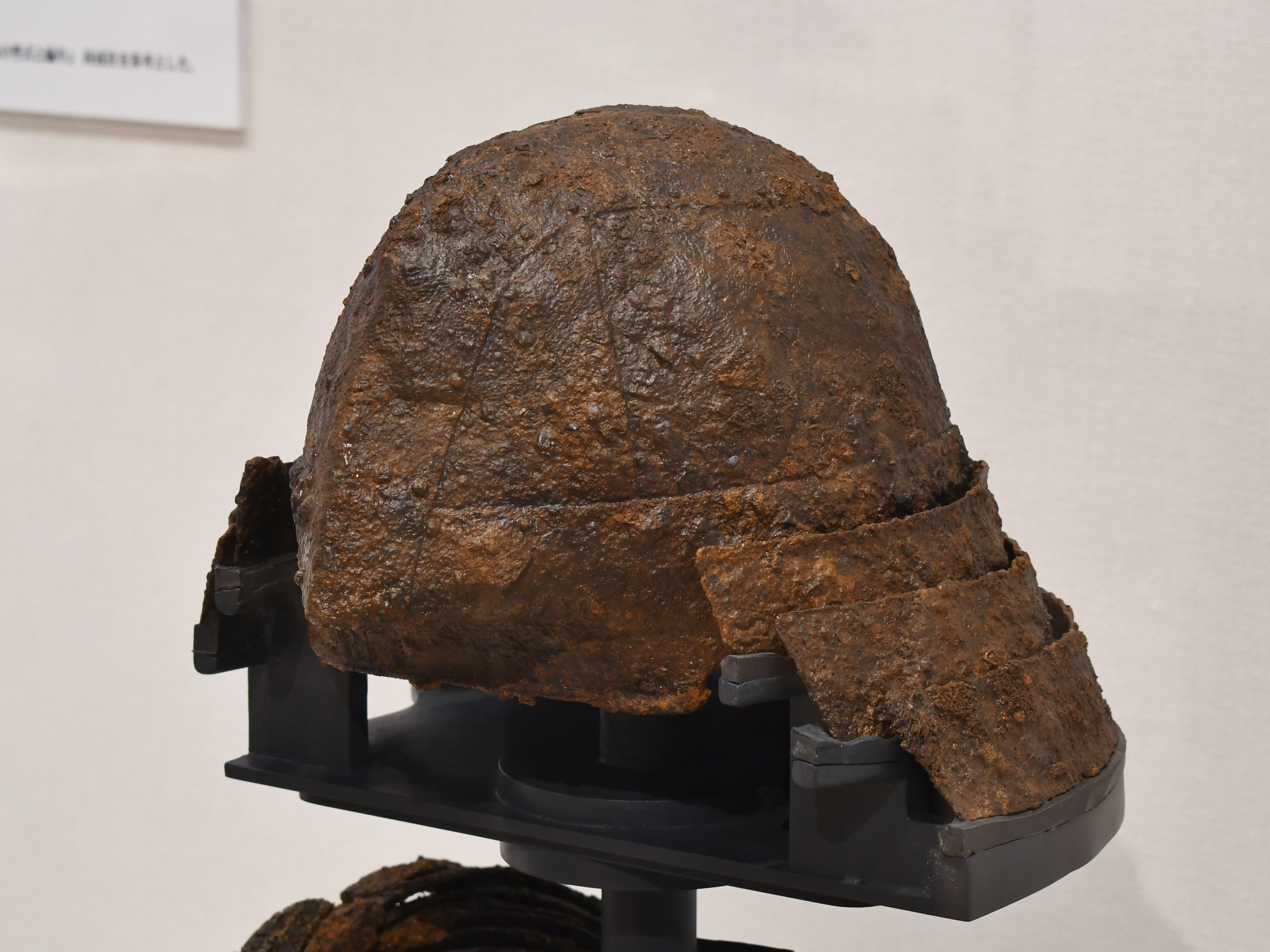
竪矧板鋲留衝角付冑 兵庫県立考古博物館企画展示時に撮影。
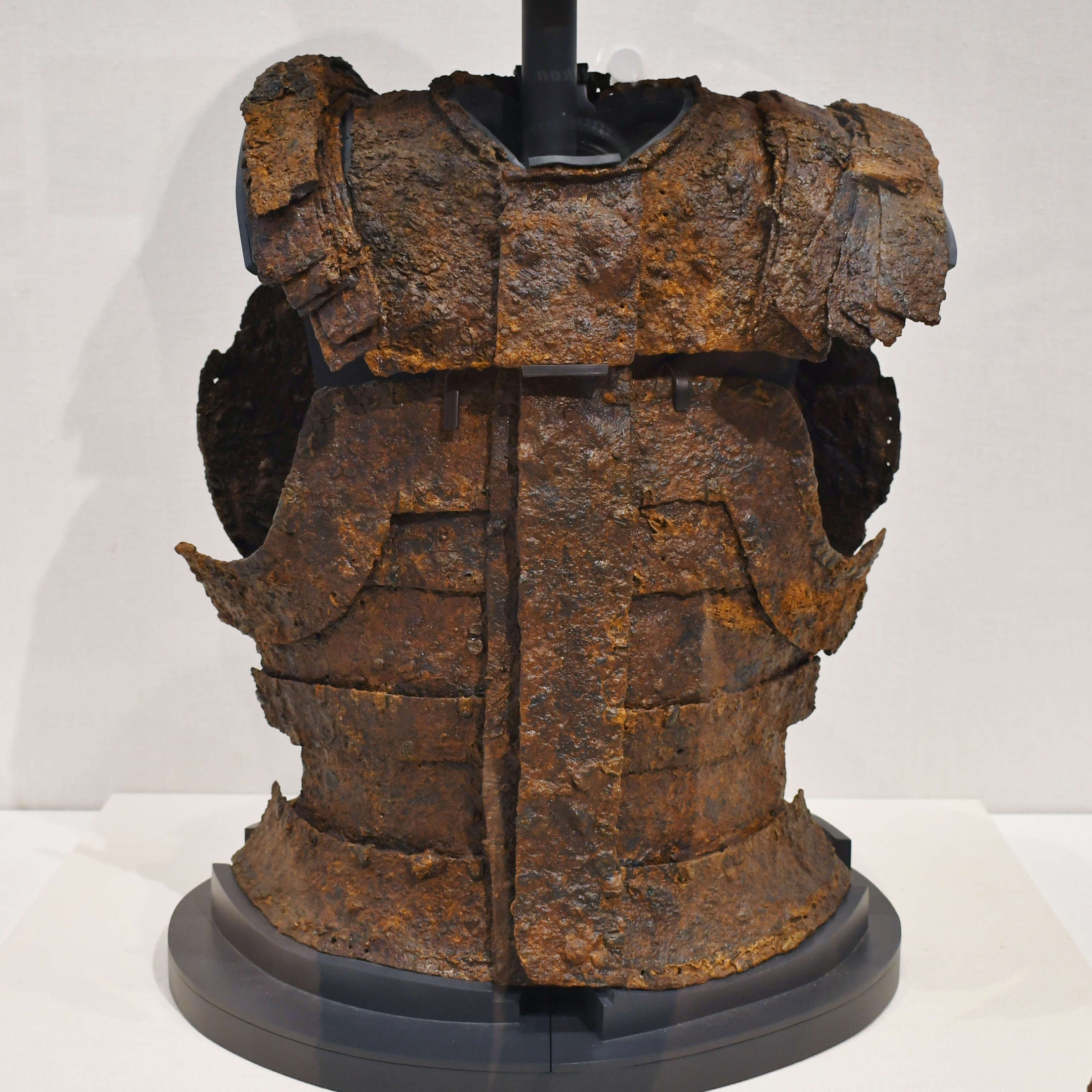
長方板革綴短甲・頸甲・肩甲 兵庫県立考古博物館企画展示時に撮影。

### 第二主体部
墓壙は長さ7.5メートル、幅3.7メートル。棺は組合敷木棺で、長さは4メートル（4.8メートルとする資料もある）。第一主体部の木棺と同様、主室、東副室、西副室に分かれ、主室の床部分には礫が敷かれていた。ただし、第一主体と異なり、粘土の被覆はない。副葬品は、刀剣甲冑類を多数副葬していた第一主体部とは様相を異にしており、銅鏡1面、鉄刀2口のほか、玉類と、実用品でない小型の農工具類が主体である。銅鏡は仿製鏡の獣帯鏡で、径は14.8センチ。遺体の胸のあたりに銅鏡、首のあたりに勾玉と管玉（もとは首飾りをなしていた）が置かれていた。鉄刀2口は遺体の両脇に1口ずつ置かれていた。枕石の近くには竪櫛2点があった。東副室には鉄鎌、手鎌、鉄斧などの農工具類50数点を納めるが、これらは実用ではない小型品である。西室には鉄鏃14点のみがあった。
茶すり山古墳副葬品一覧
| 検出場所       | 銅鏡                         | 武器武具                                                                 | 玉類                                         | 農工具類                                                      | その他             |
| -------------- | ---------------------------- | ------------------------------------------------------------------------ | -------------------------------------------- | ------------------------------------------------------------- | ------------------ |
| 第一主体主室   | 盤龍鏡 対置式神獣鏡 連弧文鏡 | 鉄刀10、鉄剣8、蛇行剣1、盾1                                              | 勾玉1、管玉33、ガラス管玉1、 ガラス小玉1,209 | 鉄刀子1、針状鉄製品1                                          | 竪櫛4              |
| 第一主体東副室 |                              | 鉄剣9、蛇行剣1、鉄鏃19、 短甲2、冑2、三尾鉄1、 頸甲1、肩甲1、草摺片、盾1 |                                              | 鉄刀子4、鉄斧4、鉄柄付手斧2、 棒状鉄製品8                     | 竪櫛6、不明鉄製品6 |
| 第一主体西副室 |                              | 鉄刀19、素環頭大刀1、鉄槍15、 鉄鉾19、鉄鏃370、盾5                       |                                              |                                                               |                    |
| 第二主体主室   | 獣帯鏡                       | 鉄刀2                                                                    | 勾玉2、管玉14、ガラス小玉730                 | 針状鉄製品9                                                   | 竪櫛2              |
| 第二主体東副室 |                              |                                                                          |                                              | 鉄刀子7、鉄鎌13、手鎌10、 鉄斧10、鍬・鋤先3、鑿3、ヤリガンナ4 | 不明鉄製品2        |
| 第二主体西副室 |                              | 鉄鏃14                                                                   |                                              |                                                               |                    |

## 本古墳の位置付け
和田山盆地・山東盆地には大小1,400基の古墳が築成され、規模や副葬品から首長墓とみなされる大規模古墳が相次いで造られた。若水（わかす）A11号墳（朝来市山東町、古墳前期初頭）、城ノ山（じょうのやま）古墳（朝来市和田山町、前期後半）はいずれも径40メートル前後の円墳で、葺石、埴輪はみられないが、銅鏡などの副葬品から首長墓とみられる。当地での前方後円墳の登場は中期になってからで、池田古墳（朝来市和田山町、中期初頭）、船宮（ふなのみや）古墳（朝来市桑市、中期後半）が代表的である。池田古墳は全長141メートルの、中期としては日本海側最大の前方後円墳である。時期的に池田古墳に次ぐ首長墓が茶すり山古墳である。前方後円墳の池田古墳は三段築成で、盾形周溝と埴輪・葺石を有し、畿内の古墳形式をそのまま持ち込んだ感があり、被葬者は中央から派遣された人物が想定される。一方、茶すり山古墳は墳形が円墳であることに加え、但馬地方の在地性の強い古墳である。具体的には、長大な木棺を3つないし4つの室に分けること、礫敷の上に東枕で遺体を安置する点は但馬地方の特色である。墳丘の葺石は、河原石ではなく、地山の小石を並べており、第一主体にみられる粘土の被覆も、畿内古墳の粘土槨とは異質である。166
茶すり山古墳は、副葬品は畿内の大型古墳と遜色ない内容である。副葬された甲冑2具のうち、殊に襟付短甲は畿内でも限られた古墳からしか出土しない貴重品で、銅鏡とともに中央政権から下賜されたものとみられる。一方で、埋葬方法には在地性が強く、墳丘の築造技術には未熟な部分があり、一時期前の池田古墳とは異質である。
茶すり山古墳は富雄丸山古墳と並ぶ、近畿地方最大級の円墳で、副葬品は質量ともに卓越している。畿内の大型古墳に匹敵する内容の副葬品を有する一方、埋葬方法などには但馬地方の在地性もみられる。本古墳は但馬地方の首長墓の系列や、中央政権との関係性を考えるうえで重要である。

## 展示施設
- 茶すり山古墳学習館-「史跡茶すり山古墳公園」として公園化された茶すり山古墳の西山麓にあるガイダンス施設。映像・パネル展示で茶すり山古墳を紹介する[13]。
- 朝来市埋蔵文化財センター古代あさご館（朝来市山東町大月91番地2）-茶すり山古墳出土品を収蔵・展示する[14][15]。